# Starîi Iar, Iavoriv
Starîi Iar (în ucraineană Старий Яр) este un sat în comuna Zalujjea din raionul Iavoriv, regiunea Liov, Ucraina.

## Demografie
Componența lingvistică a localității Starîi Iar
     Ucraineană (99,77%)
     Alte limbi (0,15%)
Conform recensământului din 2001, majoritatea populației localității Starîi Iar era vorbitoare de ucraineană (99,77%), existând în minoritate și vorbitori de alte limbi.